# Graffiti

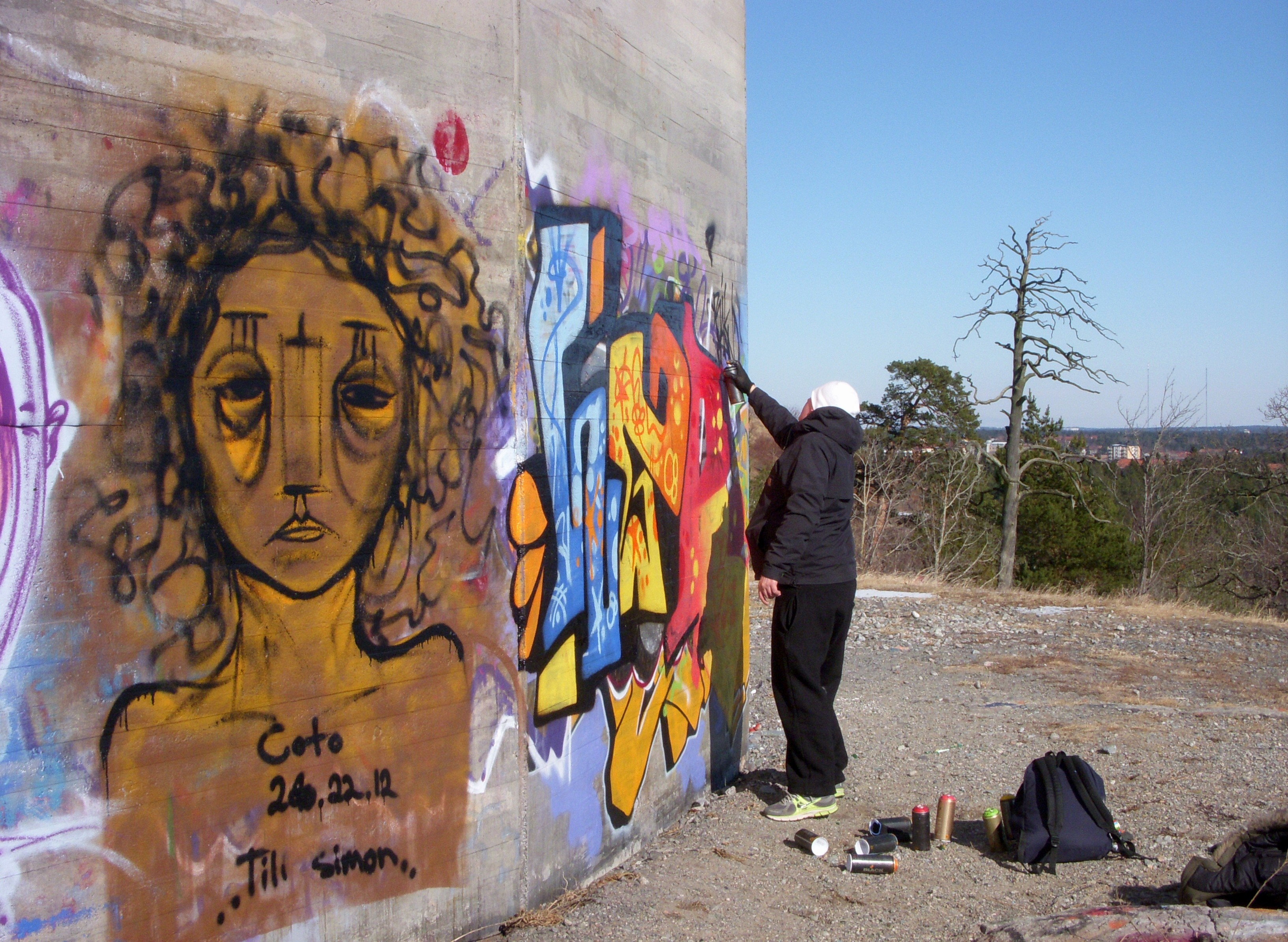
Pågående graffitimålning på Högdalsreservoaren i Stockholm.

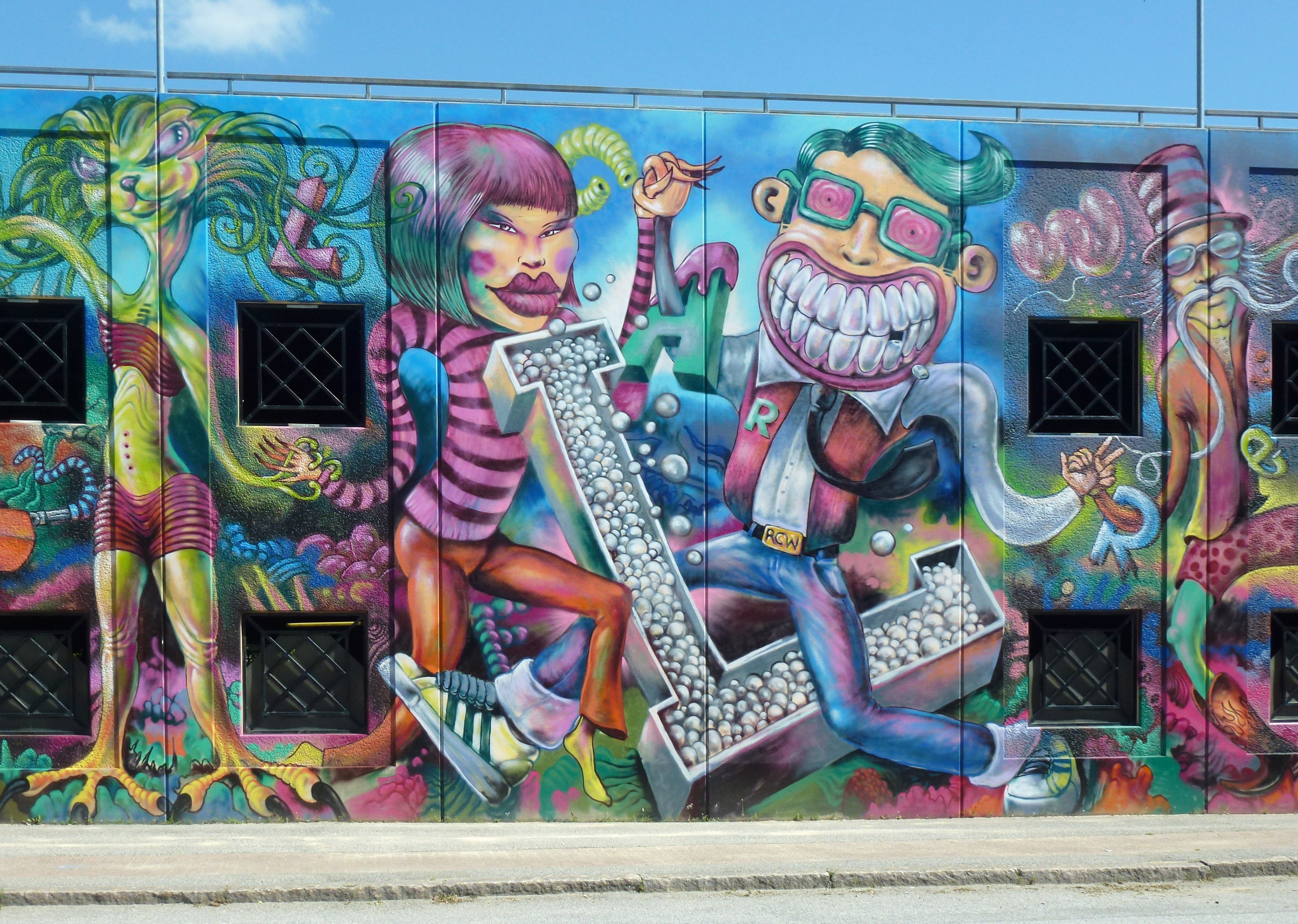
Legal graffitimålning "Paint the City" på parkeringshus i Lindesberg.

Graffiti (italienska, plural av graffito, ‘ristning’, ytterst av grekiska graphein, ‘skriva’) syftar på text ibland tillsammans med bild som i konstnärligt syfte uppförts på ytor i det offentliga rummet av privatpersoner. Termen avser oftast den graffiti som "från 1970-talets början utvecklats av ungdomar i USA, som under subkulturella och oftast illegala former gör tags, throw-ups och pieces eller bilder som innehåller något av dessa formelement, huvudsakligen med sprejburkar på exempelvis murar, väggar och tåg".
Det pejorativa uttrycket klotter syftar på bild och text i det offentliga rummet som saknar konstnärlig amibition. Kritiker väljer ibland att kalla all illegal graffiti för klotter. Den svenska termen "spraykonst" introducerades 1990 i boken Spraykonst och används ibland som benämning på graffiti som konstform.

## Definition

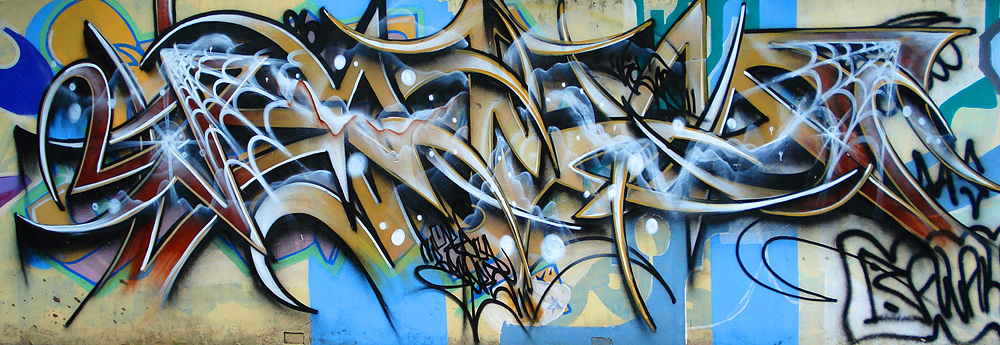
Komplett graffitimålning: en piece.

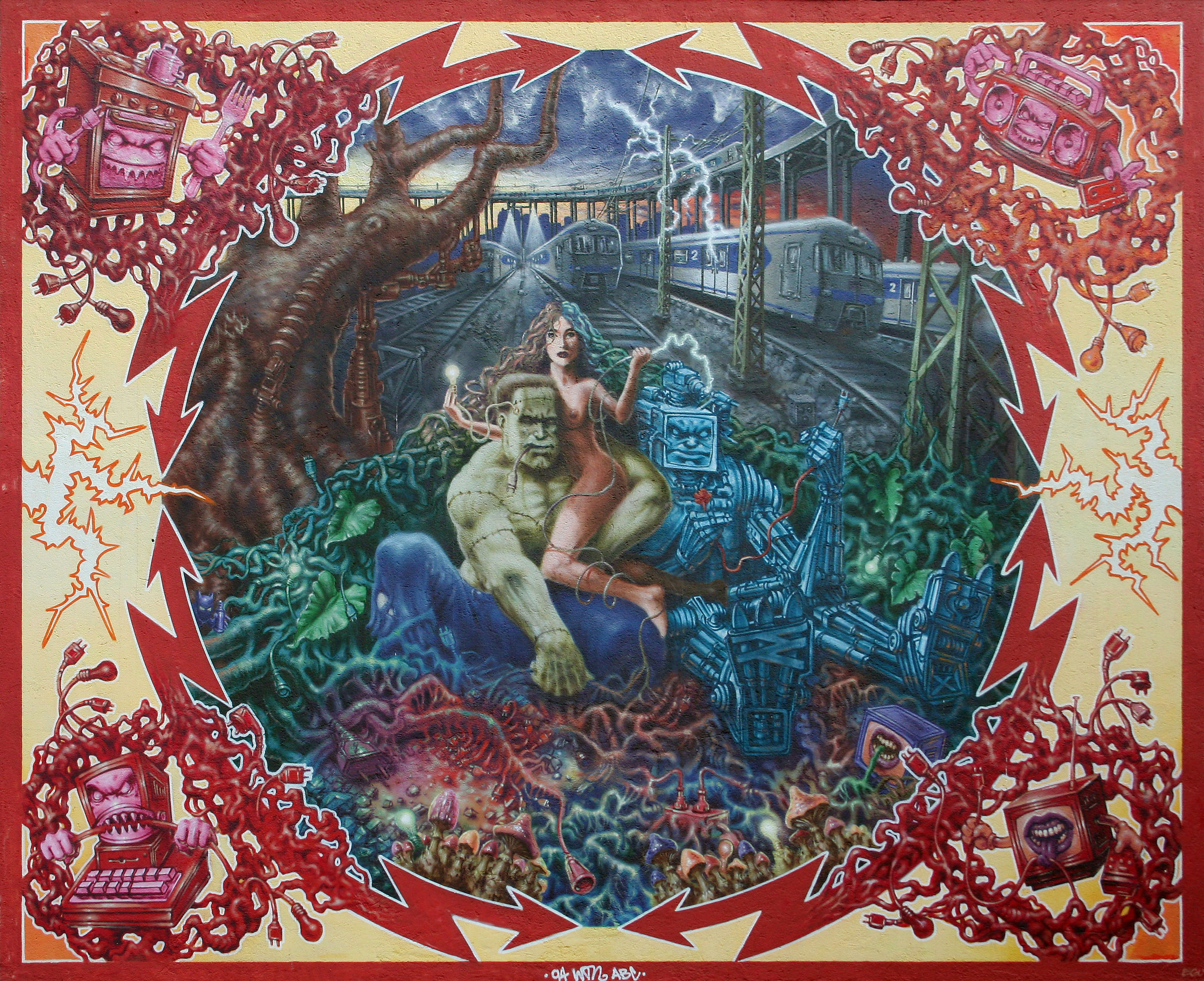
En masterpiece av tyske målaren Won.

Modern graffiti kan definieras som spraykonst och Tags-Throwups-Pieces.[källa behövs] En tag är en mindre, enfärgad, kalligrafiskt utformad signatur, en throw-up är en något större sådan bestående av en ytterkonturlinje och med högst två färger, en piece (förkortning av masterpiece) är en fullt utvecklad graffitimålning i stort format, vanligen med en bokstavsbild i wildstyle i centrum, flankerad av tecknade figurer, med bakgrund och signatur, systematiskt utförd i flera lager av olika färger, gärna också med en så kallad "second outline" runt bokstavsbilden.[källa behövs]

### Tag

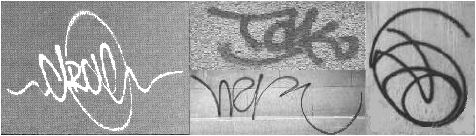
Taggar används som signaturer, men ibland bara för att uppmärksamma att en konstnär befunnit sig på platsen.

I graffiti används taggar (engelska tags) för att signera ett verk. De är ofta elegant och tidsbesparande utformade. Dessa tags kan även förekomma självständigt i syfte att uppmärksamma andra på att taggens upphovsman uppehållit sig på platsen, då ofta skrivet med en penna (flow) fylld med ink (tusch). När taggar skrivs på annans egendom utan att utgöra en signatur på en graffitimålning uppfattas de ofta som skadegörelse. Oftast har den som signerat området med taggen ett nick (smeknamn) för att dölja den egentliga identiteten.
Stavningen av ordet i svenskan är antingen tagg eller tag, med taggar eller tags som pluralform.

## Historia

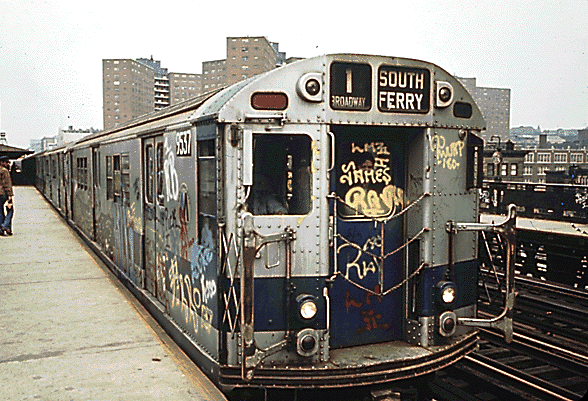
Att måla på New Yorks tunnelbanetåg var en viktig utgångspunkt för graffitins tidiga utveckling.

Den förste kände graffiti-målaren var Cornbread i Philadelphia omkring år 1967.[källa behövs] En annan känd graffiti-målare är COPE2.

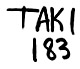
Taki 183 var en av de första i New York.

Taki 183 i New York gjorde sig själv och fenomenet känt runt 1970–1971. Vid denna tid växte en massrörelse upp kring tunnelbanan, där målet var att bli "King" av alla tunnelbanelinjer. Man kunde även kalla sig king om man behärskade en viss stil som var unik eller om man var mest aktiv med att få upp sin signatur genom att "bomba" (skriva sin tag flera gånger på så många ytor som möjligt). Under konkurrens experimenterade man med färg, form, stil och format. Super Kool gjorde den första piecen 1972[källa behövs] och Flint 707 gjorde troligen den första hela tågvagnen (whole-car) 1973.[källa behövs] Nu ingick graffiti som del av hiphop-kulturen. IN gjorde sin första throw-up 1975. Det första hela tågsättet, The Freedom Train, målades 1976 och 1977 uppkom Wildstyle, en ornamenterande, svårtydd bokstavsdesign med ett intensivt rytmiskt uttryck.[källa behövs]
Under 1980-talets början knöts delar av graffitin till New Yorks gallerivärld där Keith Haring, Futura 2000 och Jean-Michel Basquiat gjorde sig kända, och i mitten av 1980-talet spreds den till övriga USA och till resten av västvärlden, bland annat med boken Subway Art och filmen Style Wars. New Yorks tunnelbana förblev "en rullande konstutställning" fram till 1989, då en viss minskning av tågmålandet kunde märkas. Man gav sig ut på gatorna istället och hela städer var nästan helt bombade under denna tid. Från 1990 blev spraycan memorials vanliga i New York, och 1994 startade Art Crimes, den första och största webbplatsen om graffiti. Under 2000-talet blev graffiti allmänt i stora delar av västvärlden.

### Graffiti i Sverige

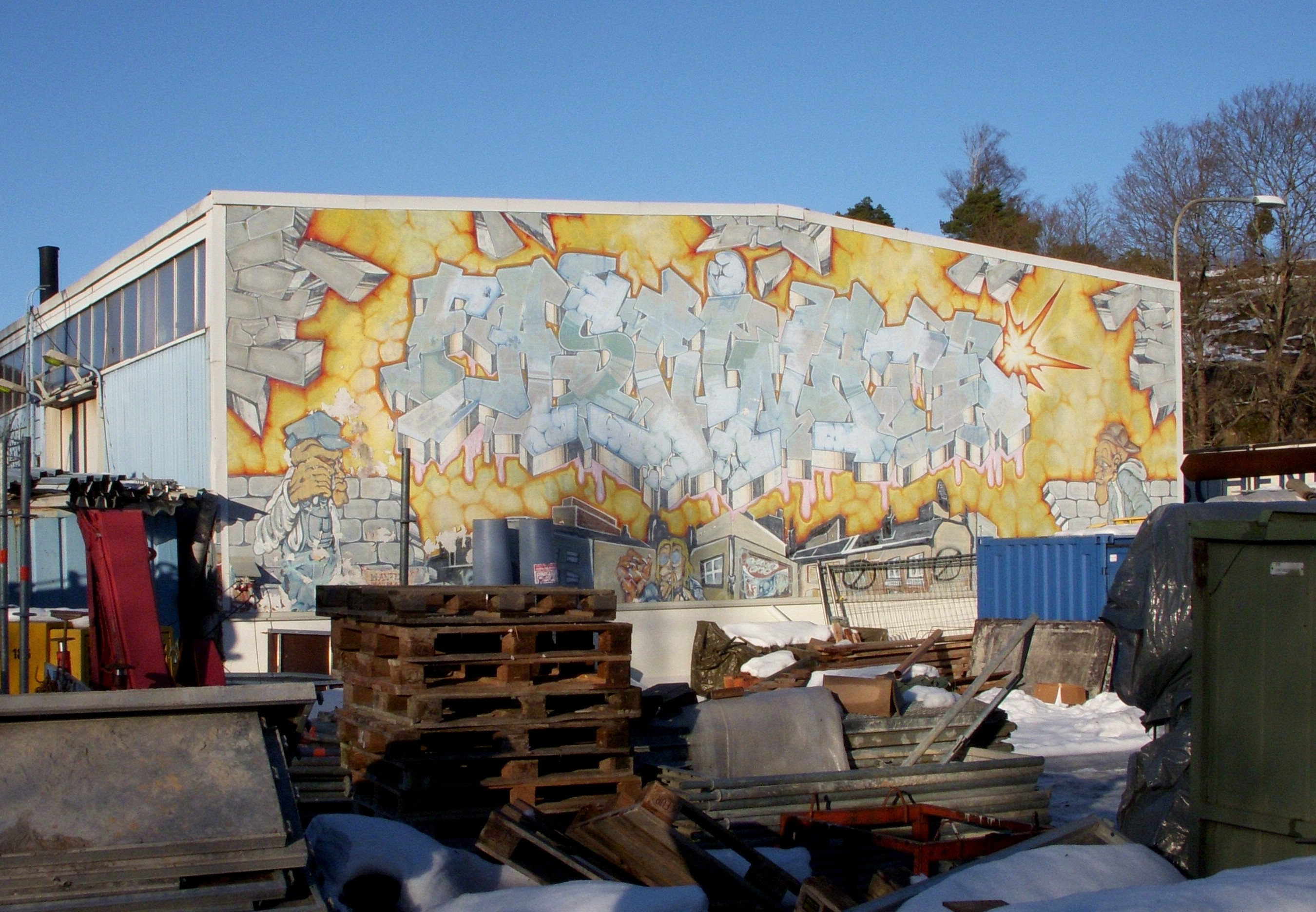
Fascinate i Bromsten, Stockholm

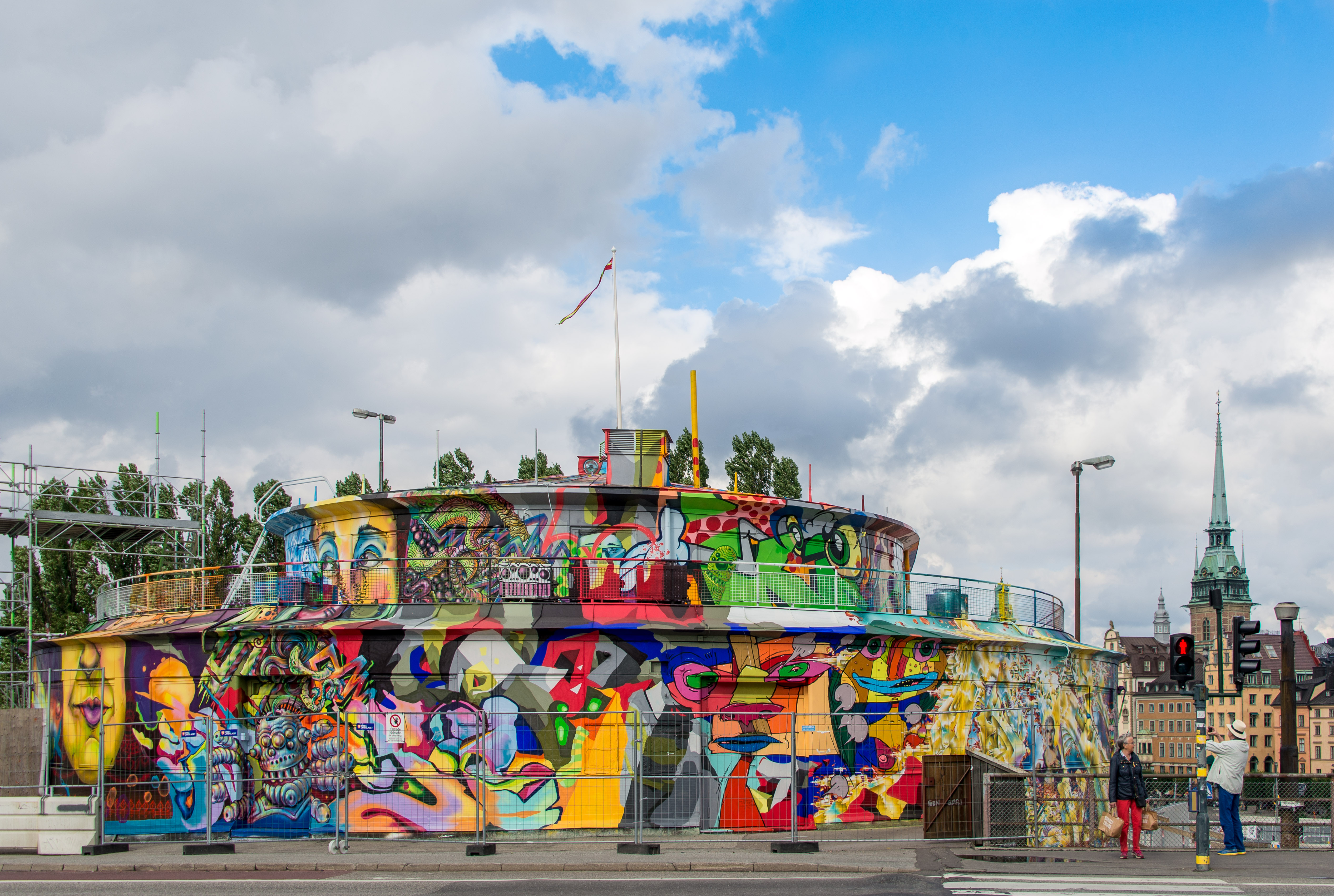
Graffitimålade Kolingsborg i Stockholm i september 2015.

Till Sverige kom graffitin runt 1984, bland annat genom filmerna Style Wars och Wildstyle. Boken Subway Art och utställningen "New York Graffiti" på Louisiana i Danmark samma år bidrog också. Det riktiga genomslaget för den svenska graffitiscenen inträffade när filmen Stockholmsnatt hade premiär. I filmen medverkade Ziggy, Disey och Merley (Liam Norberg), tre av de första graffitimålarna i Sverige, samt breakdansgruppen Bezerk. Disey, Ziggy, Dhemn, Zappo och Puppet hörde till de tidigaste målarna i landet.
Några graffitigrupper, som varit betydelsefulla för graffitiscenen i Sverige, främst genom deras medverkan i svenska graffitifilmer, är NFC, VIM, WUFC, FAME, FY, AOD och PMS. En målare bland flera som låtit tala om sig på 2010-talet är Carolina Falkholt,"Blue".
Den lagliga vägg som funnits längst i Sverige är den på P-huset Anna i Malmö, som skapades 1979. Ett flertal utställningar av graffiti på duk har hållits i Sverige genom åren. En av de största var The Arrow som ingick i Kulturhuvudstadsåret i Stockholm. En nationell vandringsutställning Konst på Burk turnerade 1993-1998. Vidare har flera böcker skrivits, ett antal filmer spelats in och specialtidskriften UP magazine utkommer sedan 1992.
Fascinate är en graffitimålning i Bromstens industriområde i Stockholm. Fascinate skapades 1989 av de båda sjuttonåringarna Circle och Tarik (Tarik Saleh) och var då norra Europas största graffitimålning. Den är uppförd på en yttervägg till en industribyggnad och tillkom i samförstånd med fastighetsägaren.

## Samhällets syn på graffiti
| ”                  | To some it's Art, to some it's a plague that never ends. | „ |
| – Stylewars, 1982. |                                                          |   |

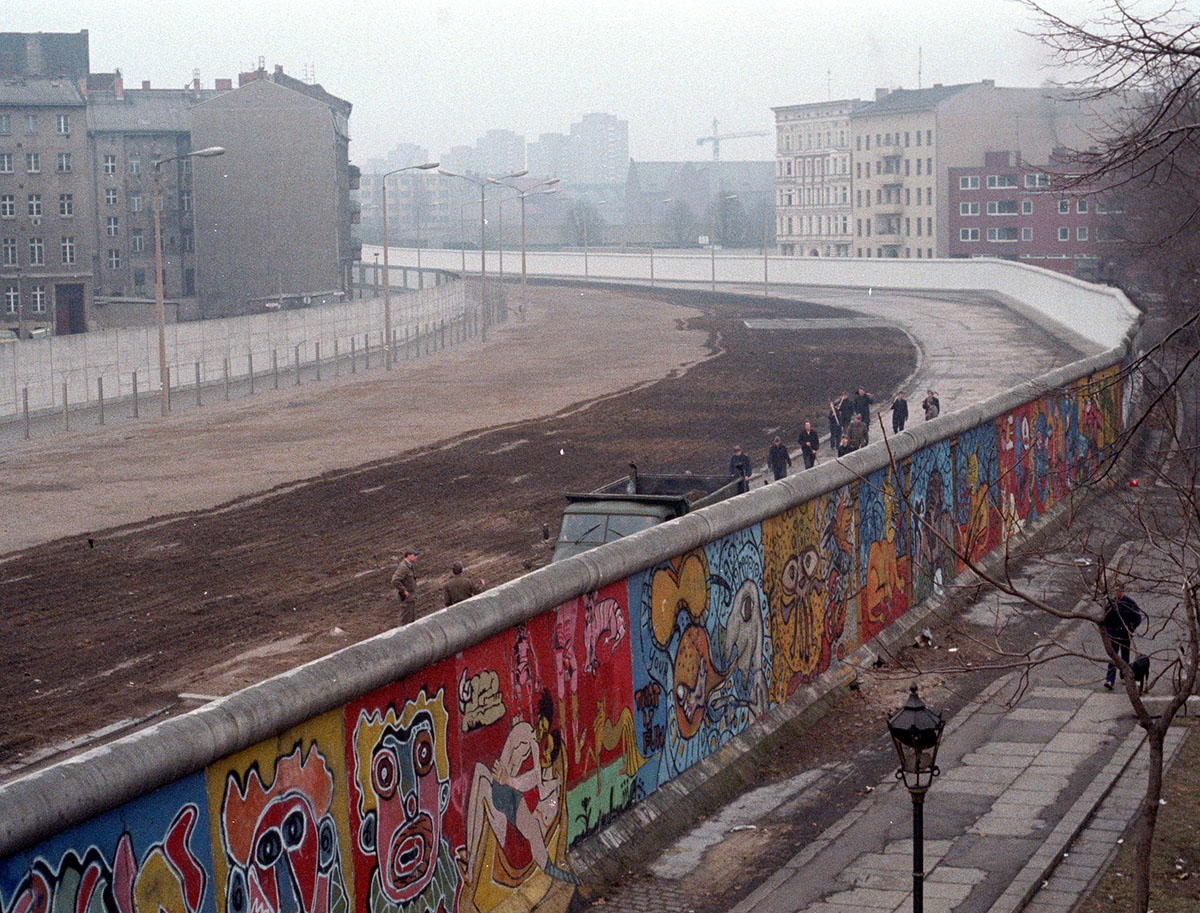
Graffiti på Berlinmuren 1986, dock inte med sprayfärg.

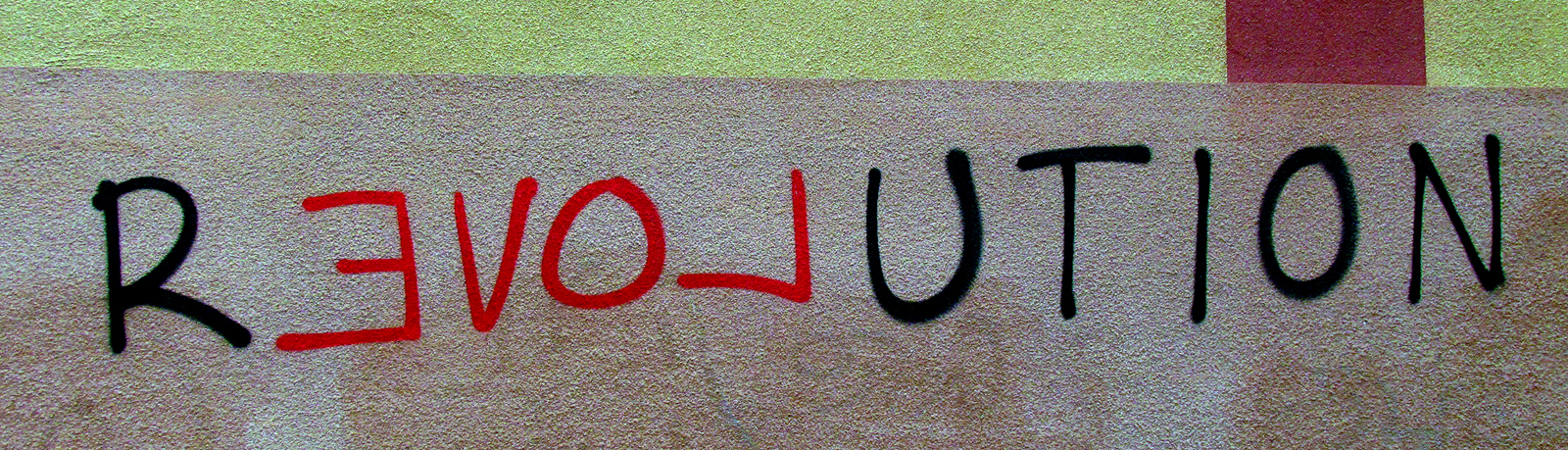
R E V O L U T I O N, graffiti med politiskt budskap på en husvägg.

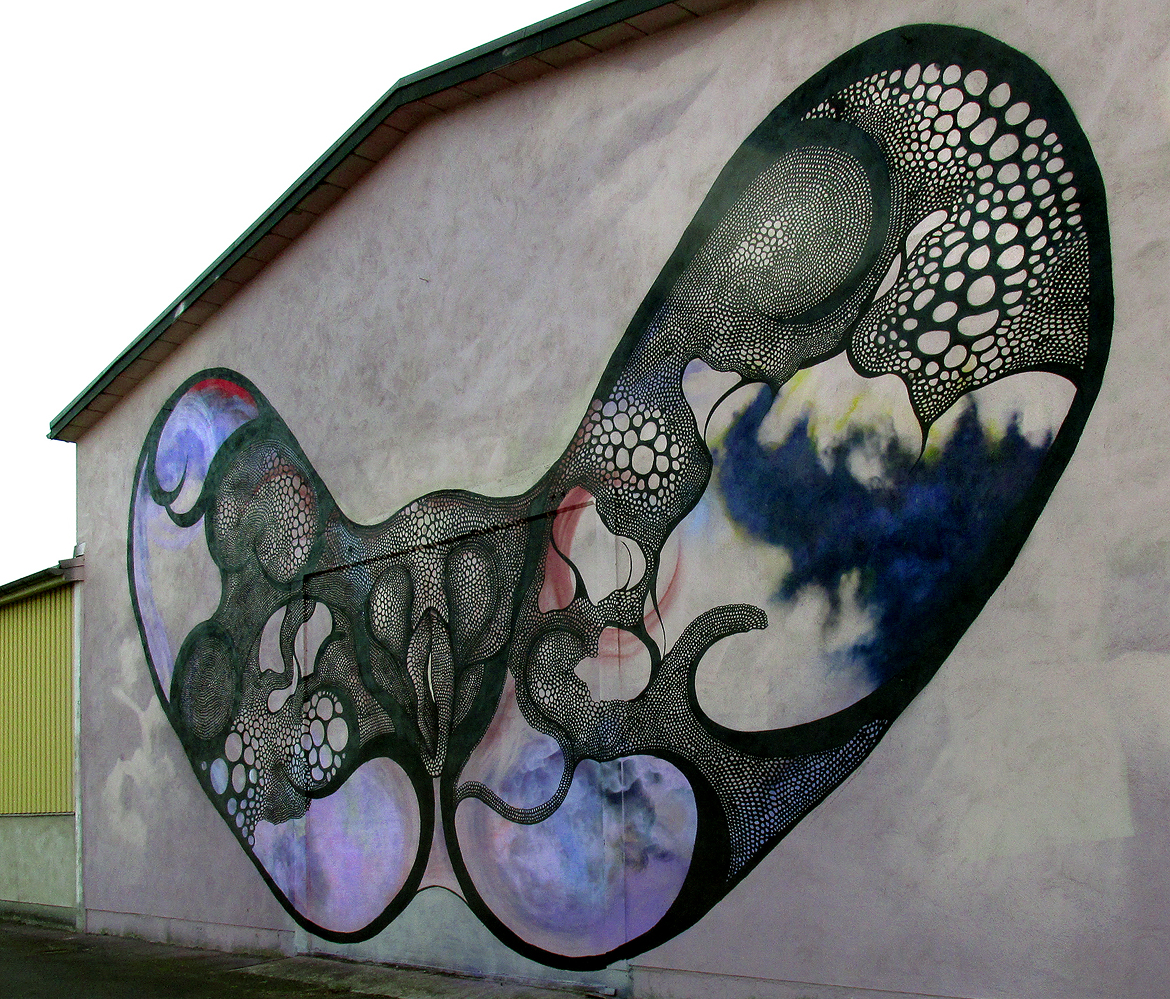
Carolina Falkholts verk på Dragongatan i Ystad. Målad i juli 2015.

Samhället uppmärksammade knappast graffiti före 1970-talets början, då amerikanen Robert Reisner populariserade begreppet i amerikansk tv samt i sin då nyutkomna bok. Inställningen var att fenomenet var ganska oförargligt eller rent av roande.[källa behövs] Graffitin höll sig också ofta om än inte alltid i skymundan. I och med att den blev allt synligare på offentliga platser polariserades åsikterna huruvida det rörde sig om konst eller vandalism. Många menade att det var både och, och att graffitikonstnärerna därmed måste hitta legala sätt att uttrycka sin kreativitet, precis som andra konstnärer.

### Nolltolerans
Motreaktionerna mot graffiti uppstod först i Philadelphia och New York på 1970-talet där städernas borgmästare "förklarade krig" mot fenomenet som ett led i sina valkampanjer. Hållningen är dock inte okontroversiell. Det har förekommit protester mot nolltolerans och vad kritiker uppfattat som överdriven graffitisanering, såväl i New York som på flera andra platser i världen.
År 2002 ansåg Sveriges ungdomsminister Lena Hallengren och Stockholms kommun att "nolltoleransen har misslyckats" och att samhället måste kunna skilja på att "graffiti är konst, klotter är skadegörelse". Man började därefter på vissa platser söka efter andra bekämpningsmetoder. Från 2006 införde dock Stockholms dåvarande borgerliga majoritet en sträng policy mot graffiti (som alltid benämns klotter) - som innebär att all graffiti som upptäcks ska polisanmälas, fotograferas och saneras inom 24 timmar. Detta har även inneburit att antalet åtal för graffiti i Stockholms län har ökat kraftigt, från 506 stycken 2006 till 806 stycken 2007. Totalt sett har ingen minskning av illegal graffiti kunnat påvisas som resultat av nolltoleransen.
Stockholms dåvarande nolltolerans fick hård kritik, bland annat av konstvetaren Jacob Kimvall vid Stockholms universitet, i boken Noll tolerans. Kampen mot graffiti, 2012.
Efter valet 2014 avskaffade den rödgröna majoriteten i Stockholm nolltoleransen mot graffiti och flera lagliga väggar öppnades.
Särskilt populärt i Stockholm var Snösätra upplagsområde.
Efter valet 2018 återgick det nya blågröna styret i Stockholm inte formellt sett till den äldre nolltoleranslinjen. Däremot fattade man beslut om att delar av Snösätra - en plats med många lagliga väggar, prisbelönt och internationellt uppmärksammad – skulle rivas, för att den södra delen av området skulle göras om till naturreservat. Rivningarna planerades påbörjas sensommaren 2020. Den  graffitiverksamheten skulle få fortsätta i den norra delen, men man skulle också under hösten planera för att ta delar av detta område i anspråk för ett nytt kulturcentrum. Planerna väckte protester från olika håll. Bland annat   jämförde Jacob Kimvall vid Stockholms universitets institution för kultur och estetik planerna med att riva en tredjedel av Nationalmuseum, och menade att staden på grund av Stockholms relativt unika anti-gatukonstinställning fram till 2014 har bristande förståelse för hur graffitikonst fungerar.

### Sanering

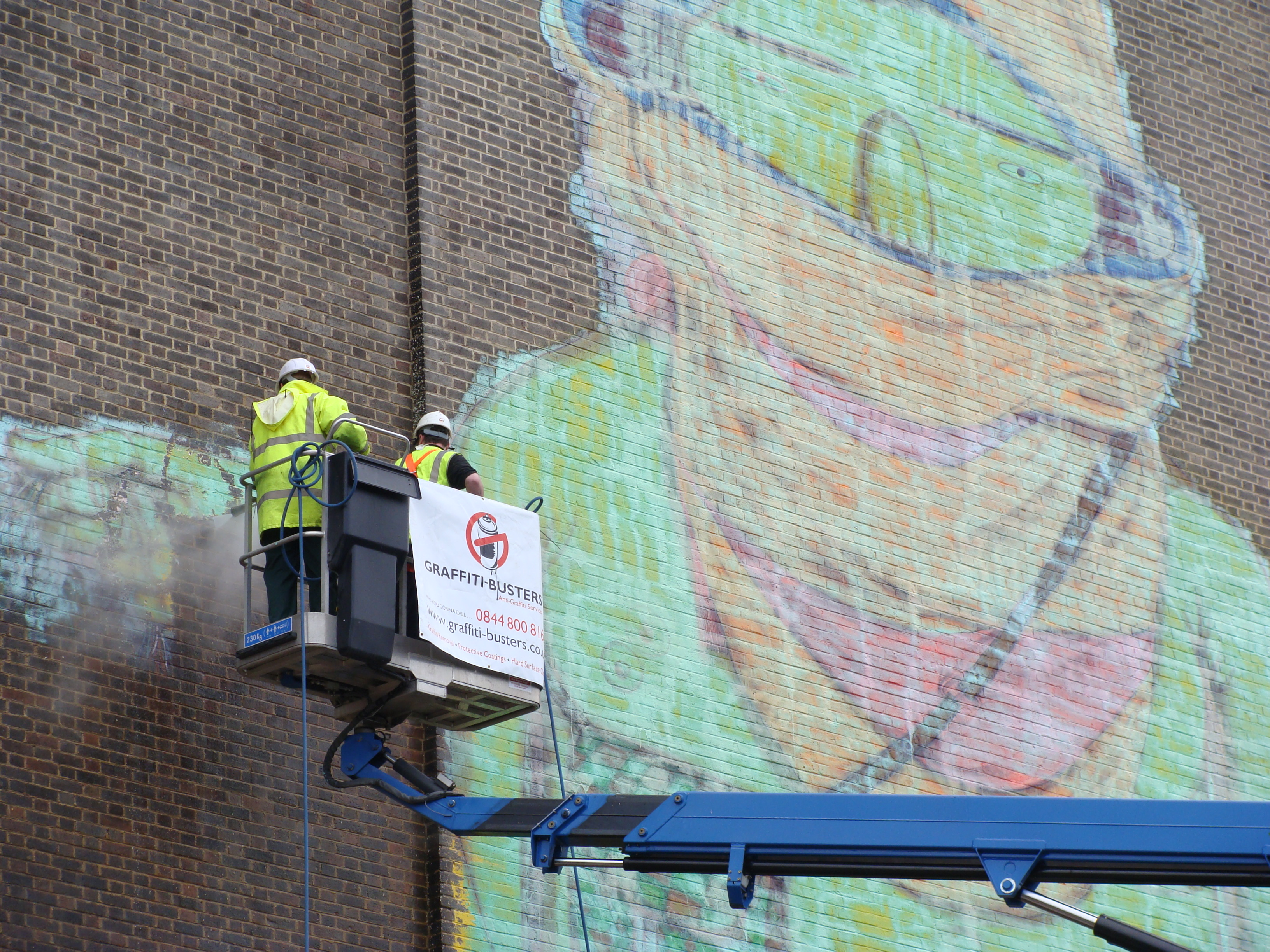
Saneringsbolaget Graffiti Busters i aktion. Målningen som raderas gjordes av Os Gemeos.

Sanering av graffiti kräver starka kemikalier och mycket arbetskraft, och innebär därmed stora utgifter för kommuner, företag, organisationer och enskilda. Svenska kommunförbundet uppskattade 1998 att det lades ned i storleksordningen en halv miljard kronor årligen på att sanera och reparera nedklottrad egendom i Sverige. Andra bedömare betraktar denna siffra som godtycklig då någon rikstäckande klotterstatistik inte förekommer.
Storstockholms lokaltrafik (SL) har tillsammans med polisen infört ett system för att snabbt hantera polisanmälningar av graffiti. All graffiti fotograferas och dokumenteras i en speciell databas som automatiskt gör en polisanmälan. För detta system erhöll SL ett undantag från PUL av Datainspektionen.[källa behövs]

### Lagliga väggar

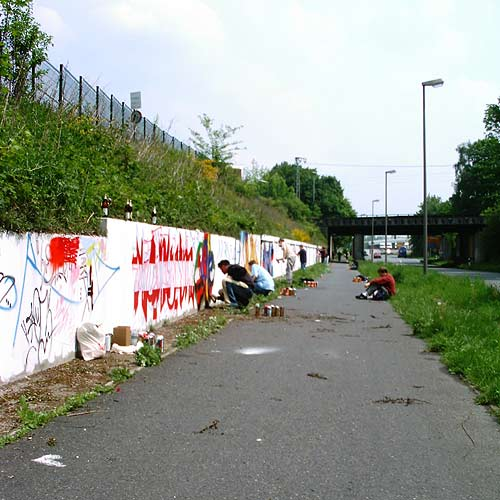
Laglig graffitivägg i Münster.

Ett annat sätt att tackla problemet har varit legala graffitiväggar, graffitiskolor och utställningsverksamhet. Syftet är att begränsa skadeverkningarna, så kallad "harm reduction", samt att aktivt stödja konstnärerna. Ett inslag i denna metod är att försöka etablera en dialog med ungdomarna i graffitikulturen. För närvarande[när?] existerar ett trettiotal lagliga graffitiväggar runt om i Sverige.
Exempel på städer som försökt bli mer eller mindre fria från klotter och illegal graffiti genom att införa legala graffitiväggar, graffitiskolor och utställningsverksamhet är Norrköping i Sverige och Brygge i Belgien. I Norrköping arbetar man med klotterväggar och ett bejakaande av hip-hop-kulturen, men menar samtidigt att målningar på väggar, spårvagnar, tunnlar och annan egendom inte tolereras, och att klotter är en kriminell handling som ska beivras enligt den lagstiftning som finns på området. En slutsats var att den öppna inställningen till laglig graffiti var en viktig orsak till att Norrköpings kostnader för klotterbekämpning var väsentligt lägre än Linköpings. I Brygge har de legala väggarna (Art Zones) kompletterats med en hård inställning mot illegal graffiti. Brygge fick European Crime Prevention Award 2001 för sina insatser på detta område.
I graffitidebattens spår har också andra frågor aktualiserats som konstens, ungdomskulturens och reklamens roll i det offentliga rummet. År 2002 sade den svenska kulturministern att "Jag tror inte på batongmetoderna. Graffiti är ingenting som några politiker kan döda genom att föra krig. […] Ett av de viktigaste kulturpolitiska målen som fastställts av riksdagen är just att verka för yttrandefriheten".
Det fanns länge begränsad forskning i Sverige om de eventuella sambanden mellan graffiti och grövre brottslighet. Ett problem var att de kommuner som upplät lagliga väggar ofta också på andra sätt arbetade aktivt med annan ungdomsverksamhet, som kunde tänkas bidra till att minska den illegala graffitin. Det finns exempel där försök med legala graffitiväggar av olika skäl avbrutits, trots att det lett till att illegal graffiti åter ökat. Försöken med legal graffiti vid Röda sten i Göteborg kritiserades både av vissa politiker och av polisens klottersaneringsgrupp för att utgöra inkörsport för brottslighet. Delvis kan detta ha varit en definitionsfråga; klottersaneringsgruppen uppfattade all "graffiti" (laglig eller olaglig) som klotter, och hävdade att allt klotter är skadegörelse och att skadegörelse skall straffas. I Norrköping, där man upplät legala graffitiväggar, konstaterade kommunalanställda att klottersaneringskostnaderna var betydligt lägre än i den befolkningsmässigt jämförbara staden Linköping. Å andra sidan verkade försöket med legal vägg i Västerås inte att minska den illegala graffitins omfattning. En del kommunalpolitiker hävdade att det inte var samhällets sak att uppmuntra till något som i huvudsak inte är tillåtet utan orsakar stora kostnader för skattebetalarna.
Den amerikanske sociologen Devon Brewer är en forskare som särskilt sökt jämföra olika bekämpningsmetoder ur flera olika perspektiv. Efter att ha gått igenom och jämfört traditionella strategier med alternativa sådana, säger han att: "Den lagliga metoden förser ungdomarna med nya möjligheter, och inte bara det: den har också potentialen att vara ett kostnadseffektivt alternativ till traditionella antigraffitimetoder."
Mycket av forskningen har inriktats på frågan om huruvida legala graffitimöjligheter ökar eller minskar förekomsten av illegal graffiti. Konstvetaren Jacob Kimvall har även kritiserat detta synsätt som för snävt, och hävdat att det behövs mer forskning om hur lagliga graffitimöjligheter används, utan att göra inverkan på den illegala graffitin till en huvudsak.

### Inkörsport till grövre brottslighet?
Ett av argumenten mot lagliga graffitiväggar och utställningar har varit att graffitin, utöver att locka till mer olagligt målande, även skulle fungera som en inkörsport till grövre brottslighet och missbruk. På uppdrag av SL, Statens Järnvägar (SJ) och Skandia genomfördes ett forskningsprojekt vid Stockholms universitet i syfta att belägga detta. Man fann dock inget sådant samband.

## Graffitimålarnas syn på graffiti

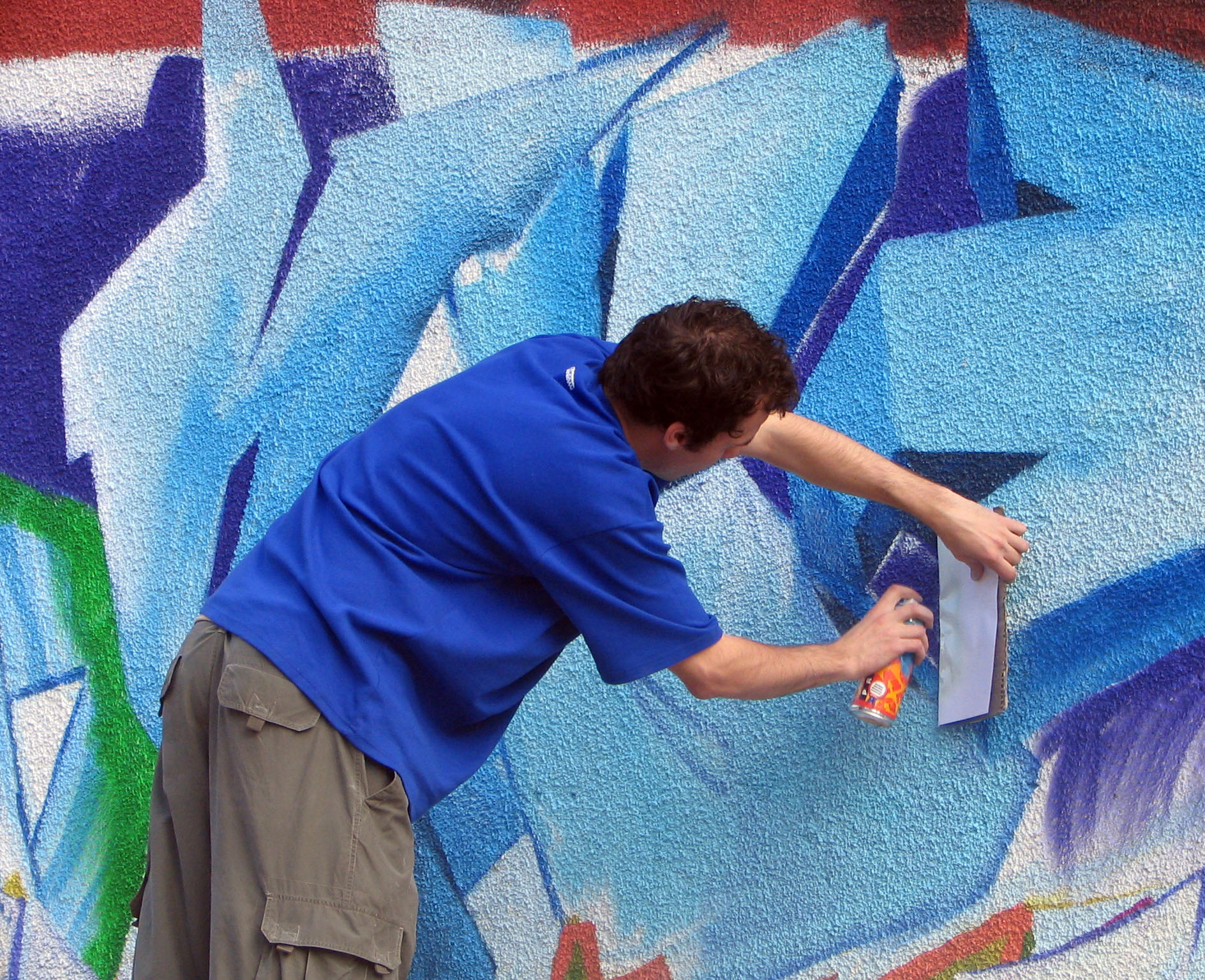
Pågående graffitimålning.

Kriminologen Michael Johnson vid Stockholms universitet gjorde 2006 en studie kring målarnas drivkrafter:
| ”                  | En slutsats i studien är att graffitikulturens roll ligger i att den binder samman ett nätverk av ungdomar som fungerar som ett publikunderlag från vilket den enskilde graffitimålaren kan få uppmärksamhet och erkännande, något som han/hon inte upplever sig få på andra ställen i samhället. Man skulle kunna säga att målarna skapar en scen tillsammans, graffitikulturen, att uppträda på, där de själva bestämmer vilka prestationer som ska vara värda att uppmärksammas, Man alternerar här mellan att stå på scenen och att vara en del i en applåderande publik för andra. | „ |
| – Michael Johnson, | |   |

De tillfrågade målarna anser att samhället borde kunna lära sig att acceptera också denna kultur och att det är gatukonst, inte skadegörelse (jämför klotter) de sysslar med. Vissa graffitimålare menar vidare att de platser som målas, exempelvis mörka gångtunnlar, blir finare än de varit innan, och att man undviker att måla på kulturskyddade hus. Däremot inser man att tagging på olämpliga platser kan förarga på samma sätt som reklam kan förarga andra. Fler lagliga väggar kommer högt upp på önskelistan.
En syn bland vissa graffitimålare är alltså att deras målning förbättrar stadsbilden rent estetiskt, och att det allmänna utrymmet tillhör alla och därmed borde få modifieras av alla. Den svenska hiphop-gruppen Fattaru tar till exempel upp ämnet i låten "Bättre bättre, dag för dag" med följande text:
| ” | Man förtjänar böter om man målar väggar med graffiti, men den som har cash kan klistra budskap på alla väggar i hela city. Och då är det inget gnäll om allmän egendom, för folk föredrar smala nakenmodeller, så fort dom ser sig om. | „ |

## Teknik

### Sprayburken
Sprejburken, det vill säga färg förpackad med drivgas och lösningsmedel, där färgen släpps upp genom ett stigrör till ventilen och kommer ut som aerosol ("dimma") ur munstycket, uppfanns av den norske ingenjören Eric Rotheim 1930 och har funnits på marknaden sedan 1947. En tidig variant användes av USA under andra världskriget för insektsbekämpning i djungelkrig, men togs också upp av färgindustrin för hushållsprodukter. 1949 hade Rustoleum, en av de större fabrikanterna, två färger på marknaden: svart och vitt. På 1970-talet fanns 2 800 färger att välja på, och 1973 producerades 5,9 miljarder sprejbehållare (varav 65 % till kosmetik). Sedan 1979 används inte freon som drivgas, och sprejmålning skadar därför inte jordens ozonskikt. Som drivgas används kväve, butan eller propan, som heller inte är så aggressivt som freon. Graffitimålarna använder oftast andningsmask. Bland populära sprejmärken idag kan nämnas tyska 'Montana', spanska MTN (även kallad  Spanska Montana på grund av en namntvist med tyska Montana), samt Belton.

### Sprejtekniken
Sprejburken är egentligen ett primitivt instrument, avsedd för helt andra ändamål än konstverk (hårvård, insektsbekämpning, att måla cyklar till exempel). Om en ovan person drar en linje med en sprejburk, blir resultatet ett flera centimeter tjockt, ojämnt streck som rinner och är suddigt i konturerna. Graffitimålaren kan göra linjer som är millimetersmala, knivskarpa och helt raka, och kan göra ytterst små och exakta detaljer som en annan konstnär inte skulle kunna göra utan ett så lättmanövrerat och sofistikerat redskap som air-brush (färgspruta med reglerbart munstycke och kompressor).
Kontrollen över sprejburken uppnås endast med ihärdig träning, och hantverkstekniken har målarna själva utvecklat och fört vidare sinsemellan och från den ena generationen till den andra. Sprejburken hålls mycket nära ytan, sällan mer än 20 cm, för att färgen inte skall sprida sig. Om man sprutar på ett och samma ställe börjar färgen nästan omedelbart att rinna. Därför måste sprejburken hela tiden hållas i hastig, jämn och mjuk rörelse. Man måste arbeta snabbt och säkert; tvekar man blir det dåligt.
Förutom att alternera mellan caps (sprutmunstycken) av olika strålbredd (skinny: en tunn stråle, soft: en mjuk stråle som ger tunna lager, fat: ger tjocka kraftiga linjer), kan man också manövrera munstycket. Om man trycker mitt på får man en kraftig stråle, trycker man längst fram “spottar” färgen och om man trycker längst bak på munstycket (och så att säga pressar det bakåt) får man en tunnare stråle. Dessutom uppför sig strålen olika beroende på i vilken vinkel man håller burken. Den allra tunnaste strålen får man om man håller burken upp-och-ner, men det är förvisso inte lätt att kontrollera dess riktning samtidigt. Genom att kombinera dessa fyra metoder kan målaren åstadkomma exakt vad som önskas:
- olika avstånd till ytan
- olika caps
- olika tryck med fingret
- olika vinklar med burken.

Det går att i efterhand korrigera linjer och ytor som inte blivit perfekta: man kan lägga en ny linje med avvikande färg längs med och en bit in på den gamla så att man täcker en del av dennas bredd; därmed får man ett rakare och tunnare streck. Flera tunna lager färg ger bättre resultat än ett enda tjockt lager, i synnerhet vid "fill-ins".

## Graffitimålare

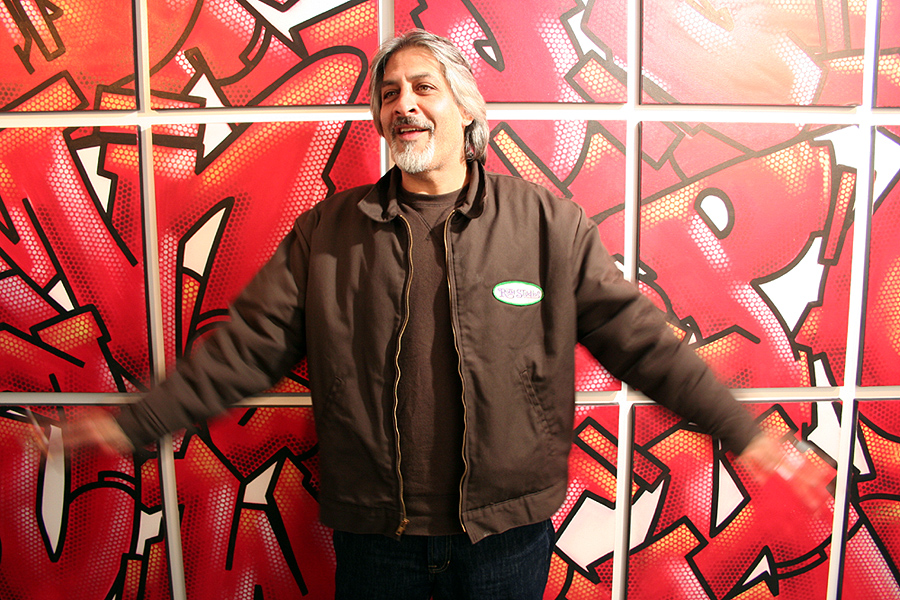
Seen, "King of the Kings".

- Os Gemeos (två brasilianska graffitikonstnärer, tvillingar)[45]
- 156 Crew (spraykonst)[46]
- Banksy (internationell gatukonstnär)[47]
- Blue (spraykonst)[48]
- Jean-Michel Basquiat (bildkonstnär)[49]
- Keith Haring (bildkonstnär)[50]
- Mode 2 (spraykonst)[51]
- Lady Pink (spraykonst)[52]
- Puppet (svensk graffitimålare)[53]
- Seen (spraykonst)[54]
- Phase 2 (spraykonst)[55]
- Höken (svensk graffitipionjär).[56]

## Galleri

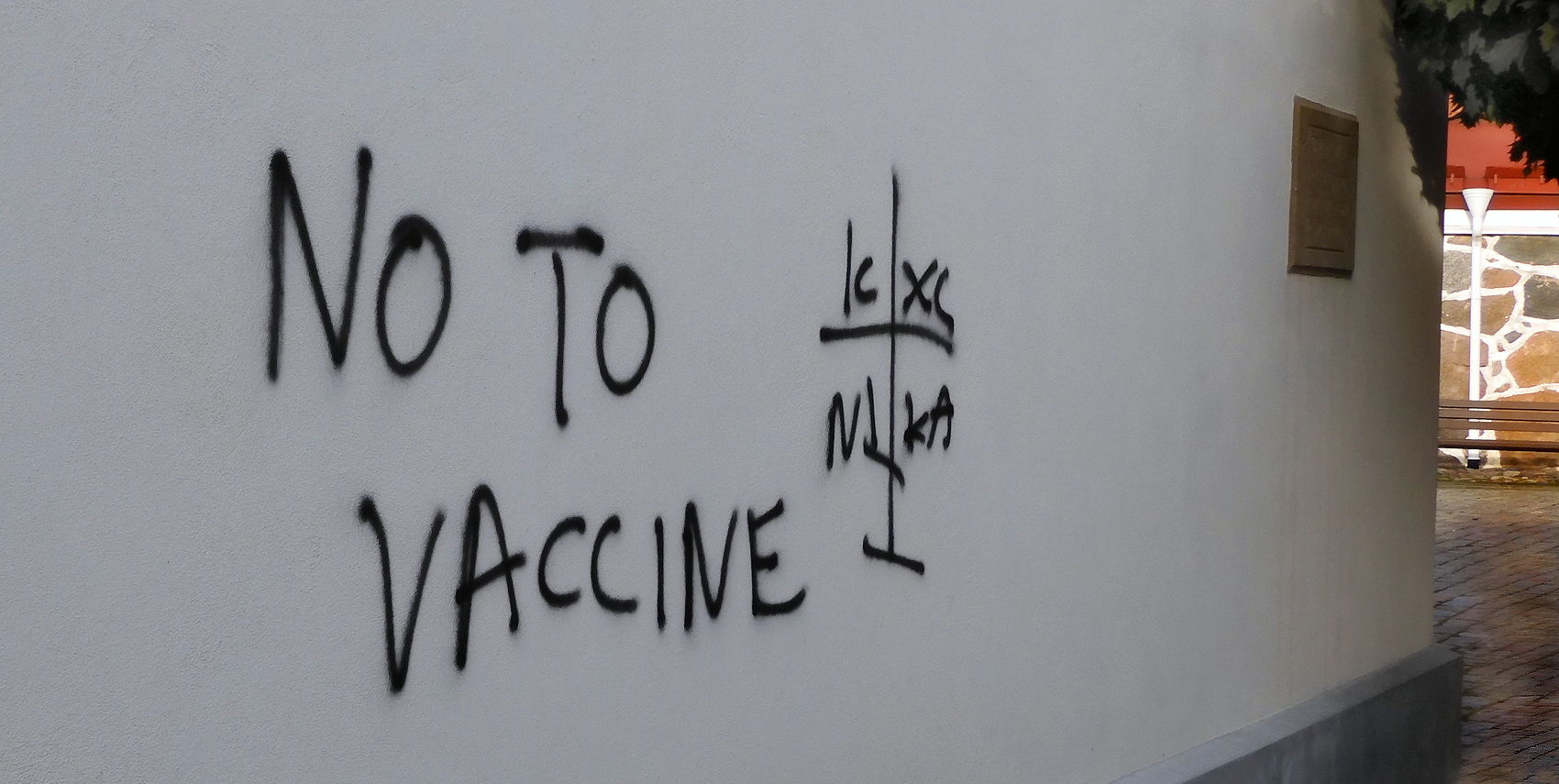
Graffiti med ortodoxt kors vid Katolska Kyrkan i Ystad 2021.
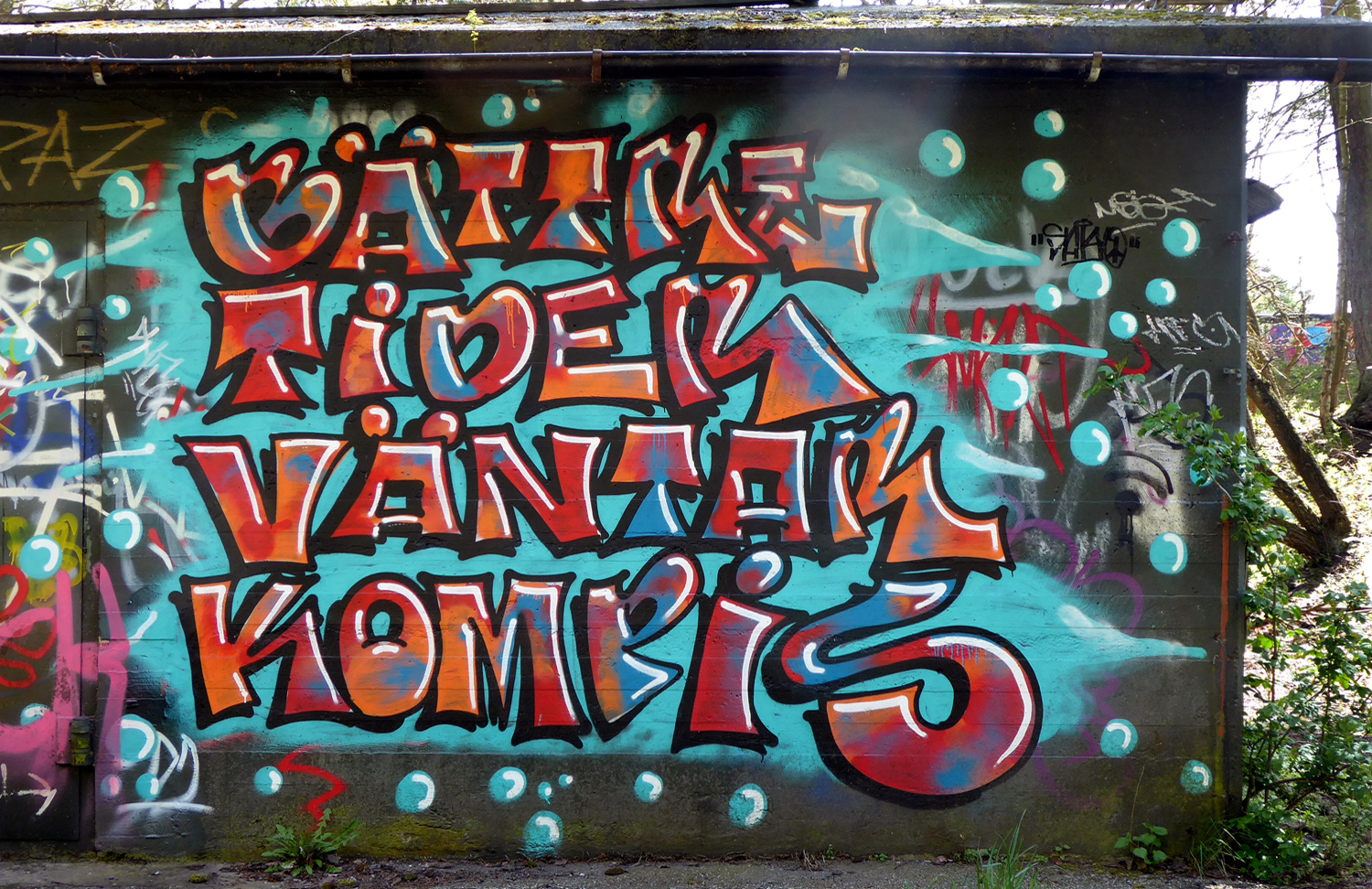
Bättre Tider Väntar Kompis.
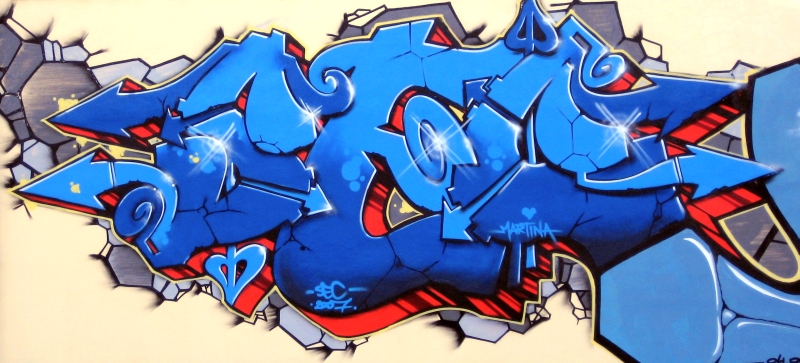
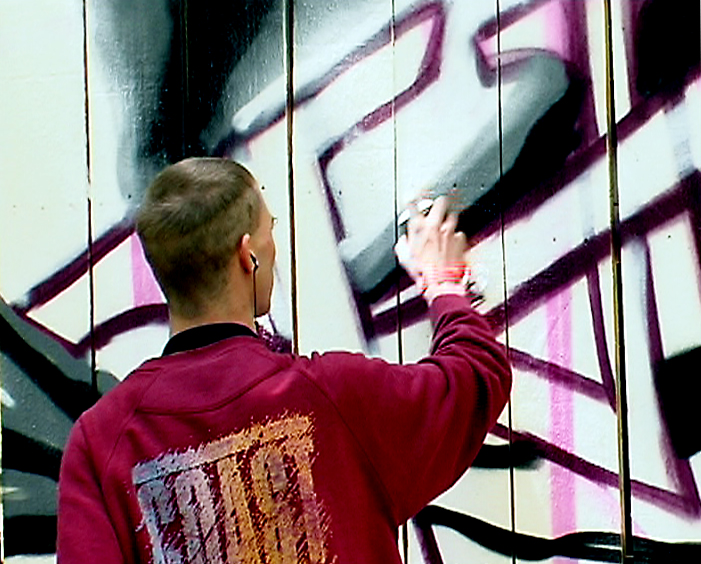
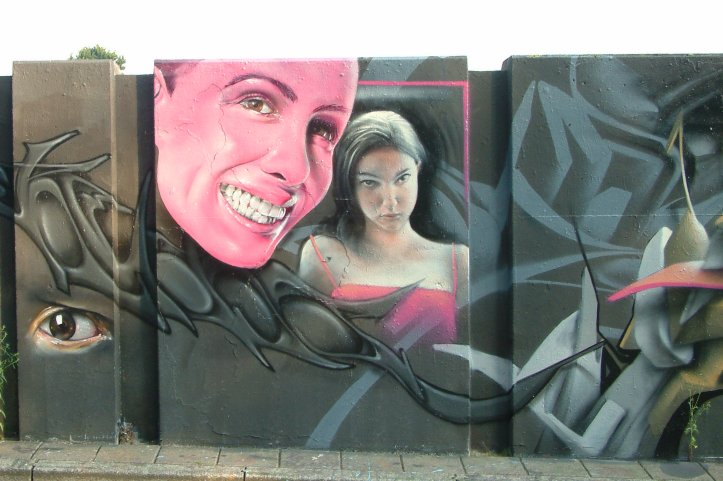
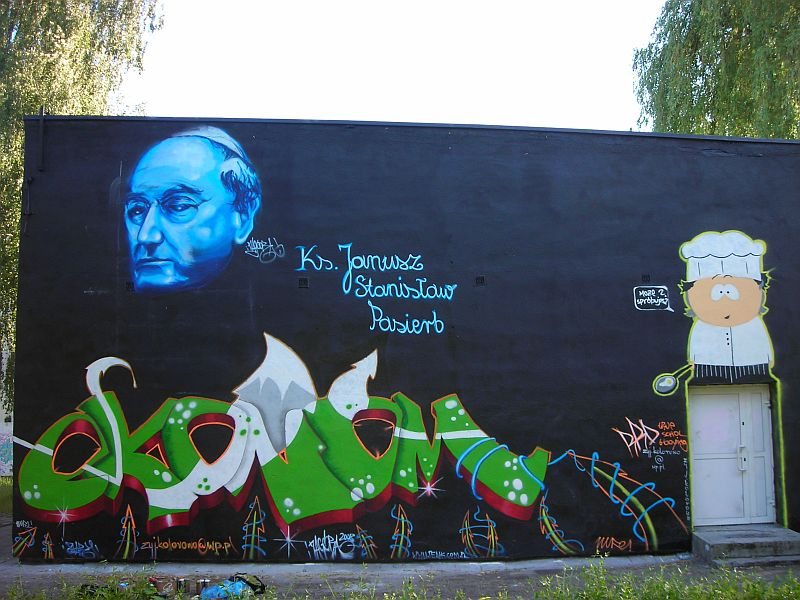
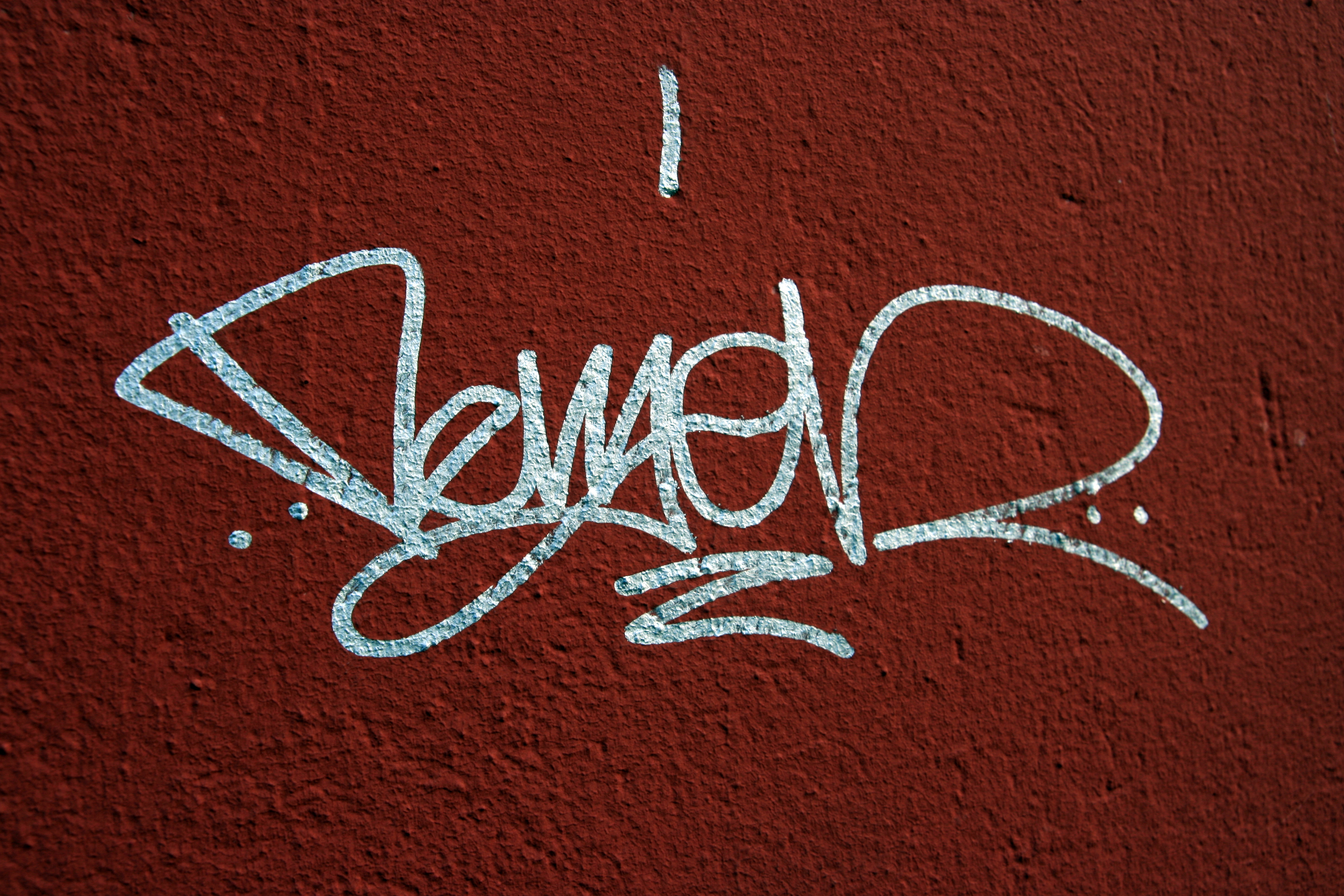
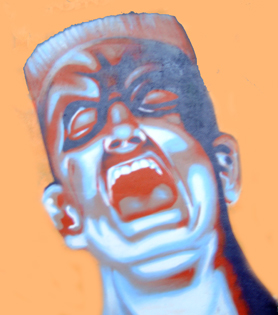
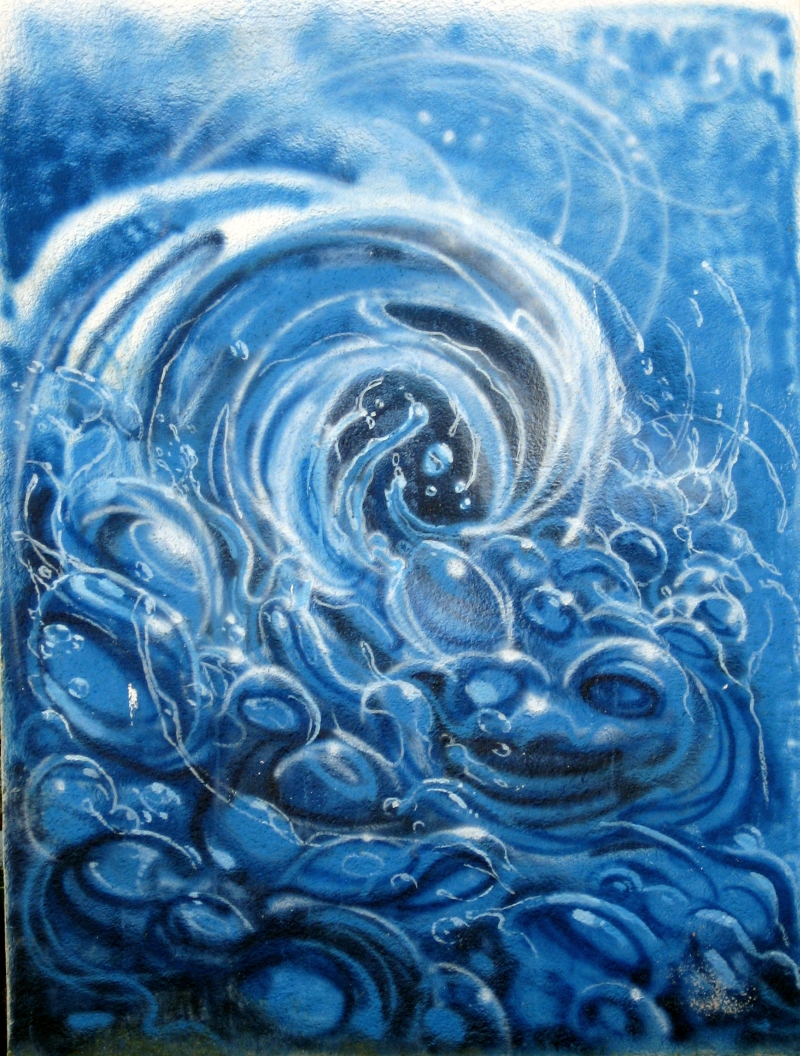
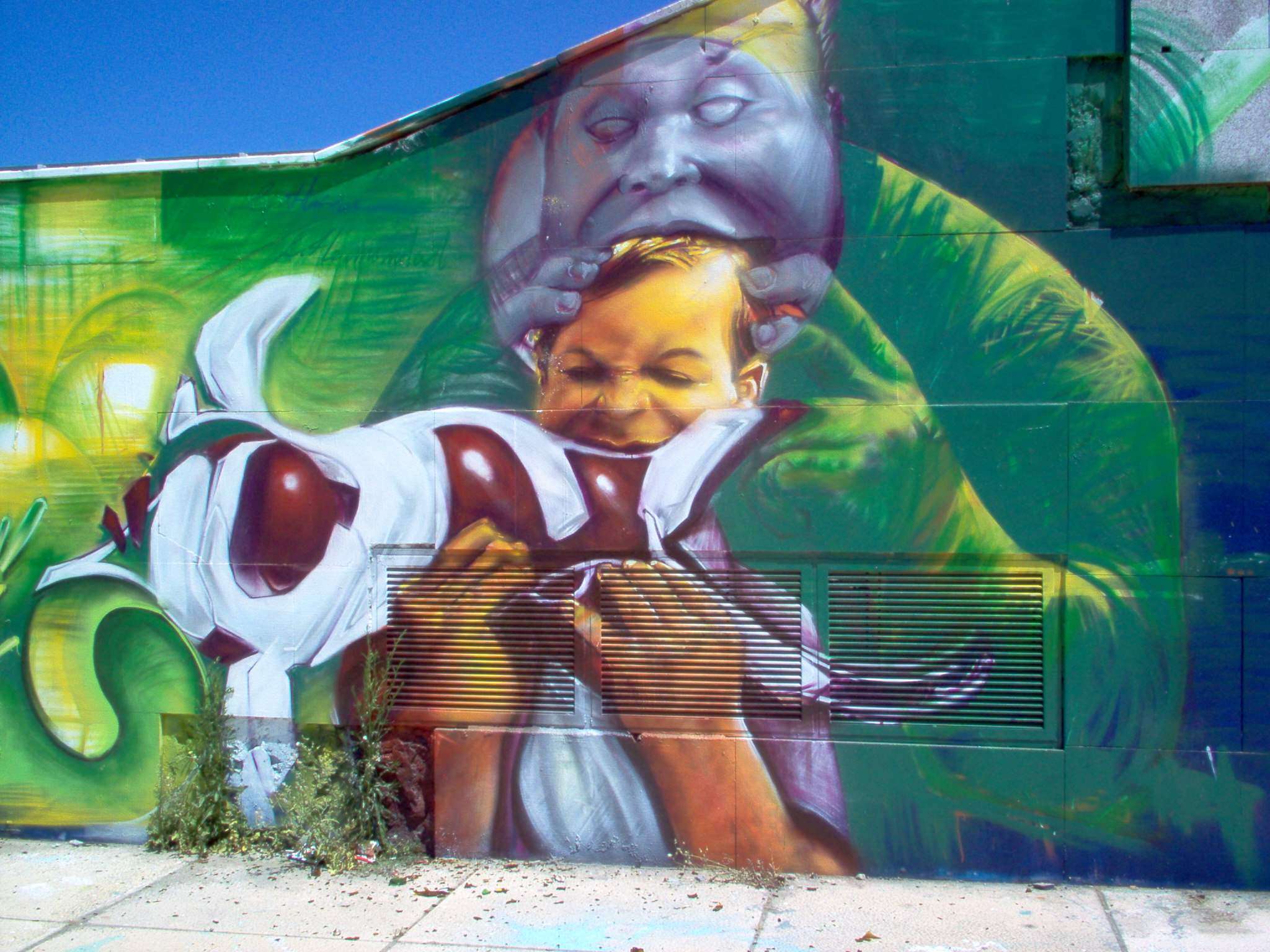
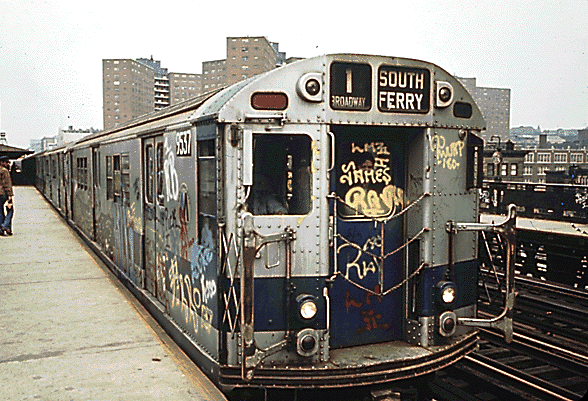
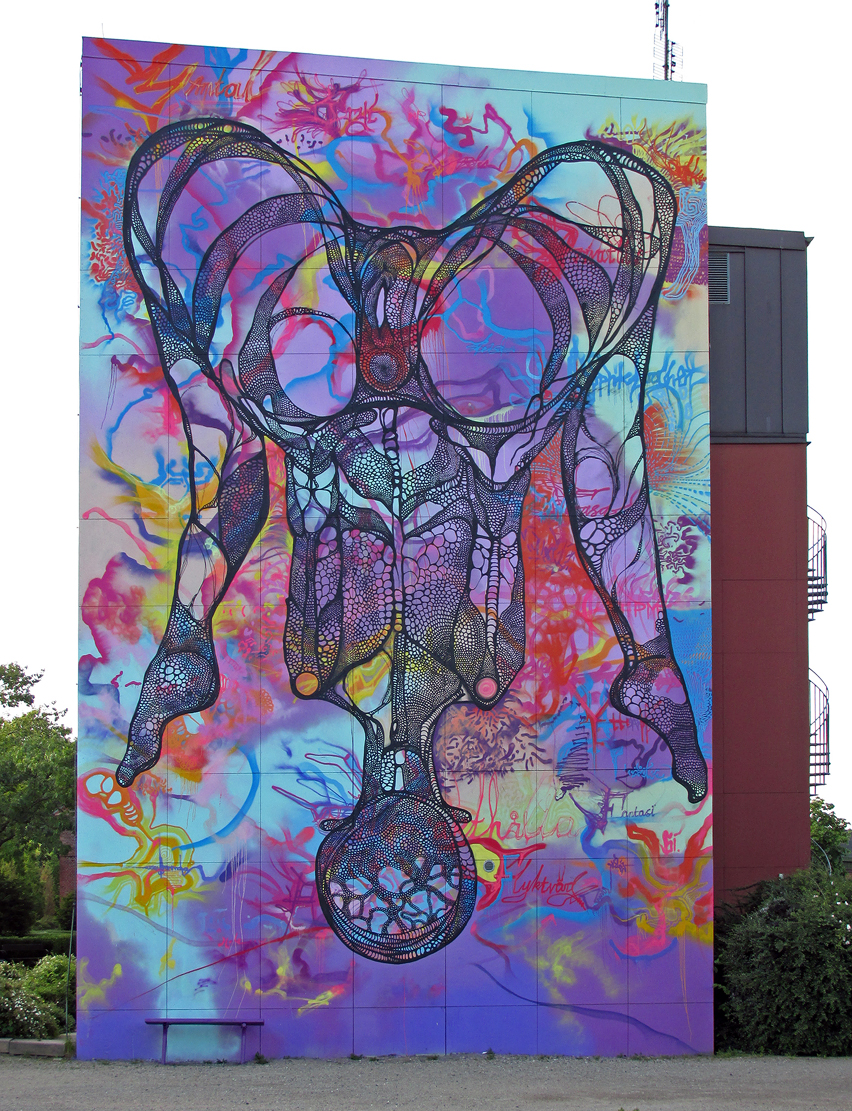
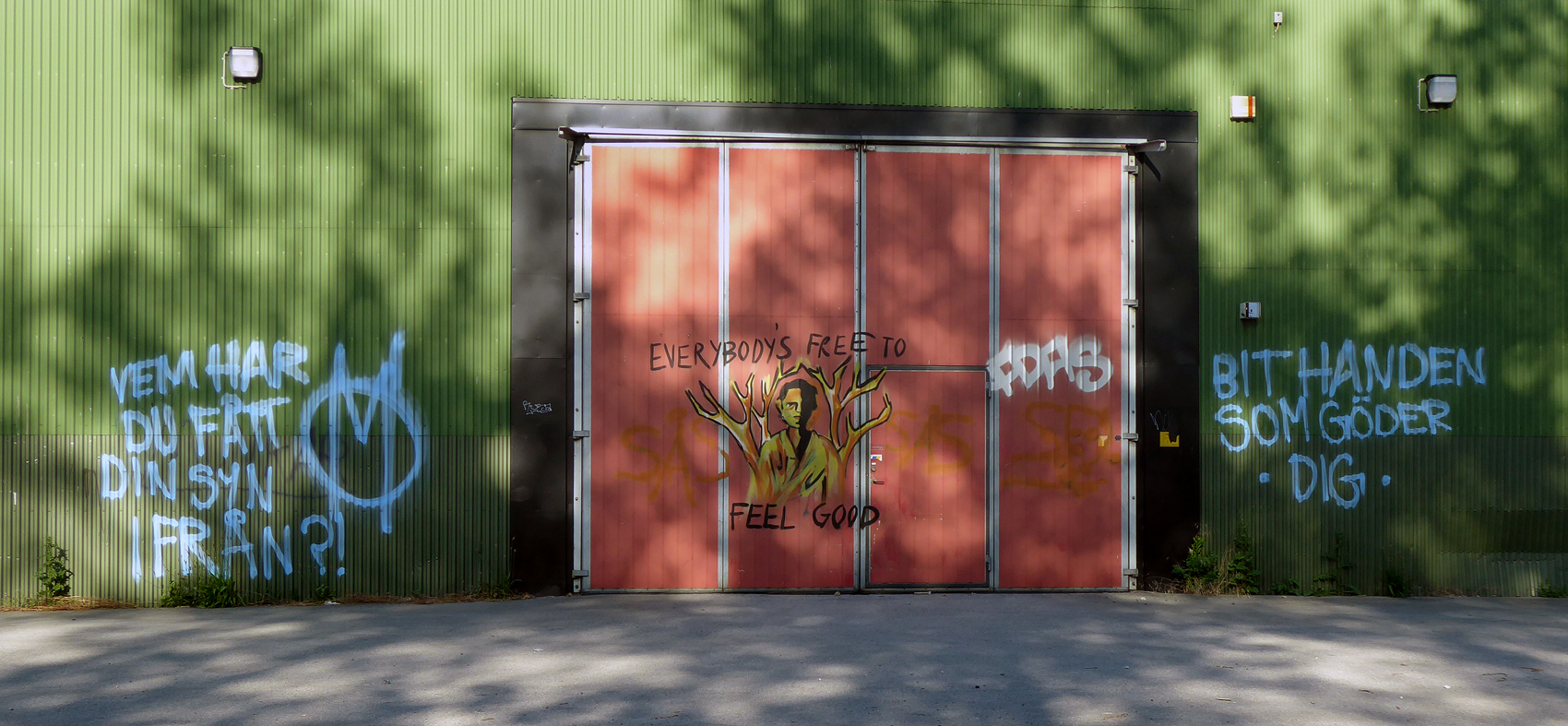
Graffiti på en industribyggnad i Ystad 2018.